# 미륵불교
미륵불교(彌勒佛敎)는 증산교에서 차경석(車京錫)의 보천교(普天敎), 김형렬(金亨烈)에 의해 분파된 종교다.
교리에 차이가 있기는 하지만, 강증산의 가르침을 따른다.